# 营城街道
营城街道，是中华人民共和国吉林省长春市九台区下辖的一个乡镇级行政单位。

## 行政区划
营城街道下辖以下地区：
前进社区、胜利社区、煤机社区、文化社区、曙光社区、利民社区、益民社区、浴泉社区、兴华社区、环城社区、沿河社区、平安社区、火石岭村和营城村。